# Pian di Rocca
Pian di Rocca è una località del comune italiano di Castiglione della Pescaia, nella provincia di Grosseto, in Toscana.

## Geografia fisica
La frazione rurale di Pian di Rocca si sviluppa, come dice il nome stesso, in una piana che si apre tra due propaggini montuose di Poggio Ballone, scendendo verso il mare, tra le località di Rocchette, la "rocca" sul promontorio ad ovest, e di Roccamare, che invece si sviluppa sul litorale tirrenico. La frazione è formata da numerosi poderi ed abitazioni che si diramano intorno ad un centro servizi, l'antica fattoria di Pian di Rocca. Situata nella parte nord-ovest del territorio castiglionese, dista circa 7 km dal capoluogo comunale.

## Storia
Primi insediamenti etruschi e romani sono stati documentati dal ritrovamento di alcuni reperti antichi in località Val Berretta, oggi esposti al Museo archeologico e d'arte della Maremma di Grosseto e al Museo archeologico Isidoro Falchi di Vetulonia, anche se l'area venne lentamente abbandonata per l'aria insalubre dovuta alla presenza di paludi ed acquitrini.
La frazione si sviluppa nella campagna ai piedi della Rocca di Capalbo nel Settecento, con le bonifiche tardosettecentesche portate avanti dai Lorena con l'ingegnere Leonardo Ximenes, quando le paludi furono rese coltivabili, rendendosi così necessaria la costruzione di un complesso rurale di riferimento. Con la costruzione della fattoria di Pian di Rocca e la chiesa, nasce e si sviluppa il borgo composto da piccole abitazioni, poderi, fattorie ed orti. Appartenuto fino alla metà del secolo scorso a nobili famiglie, il complesso rurale di Pian di Rocca fu espropriato nel 1952, attraverso l'applicazione della legge sulla riforma agraria: nello stesso anno il territorio della tenuta venne appoderato e distribuito a vari assegnatari, che costituirono l'omonima cooperativa agricola.

## Monumenti e luoghi d'interesse

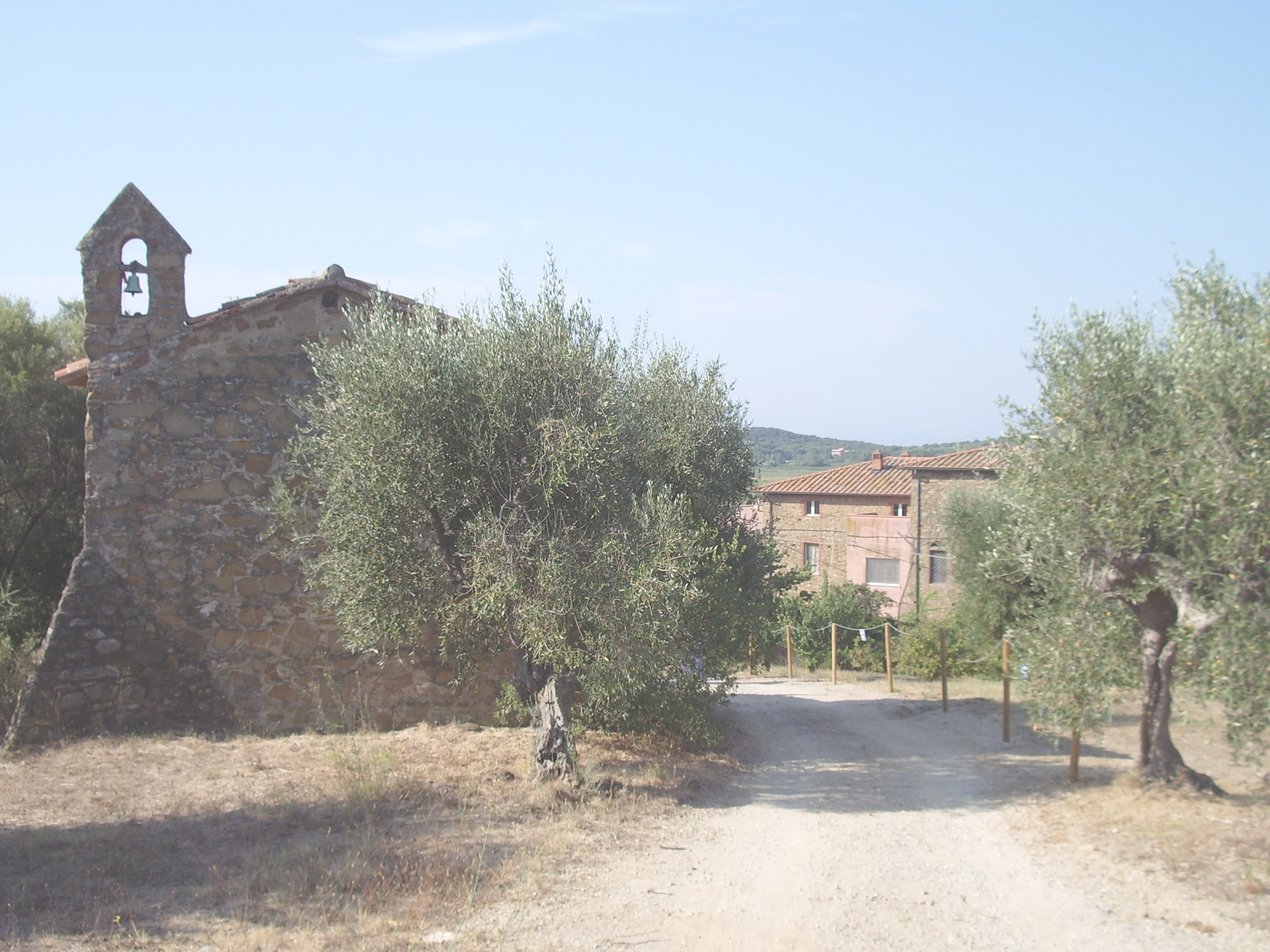
Veduta del paese e dell'abside della chiesa

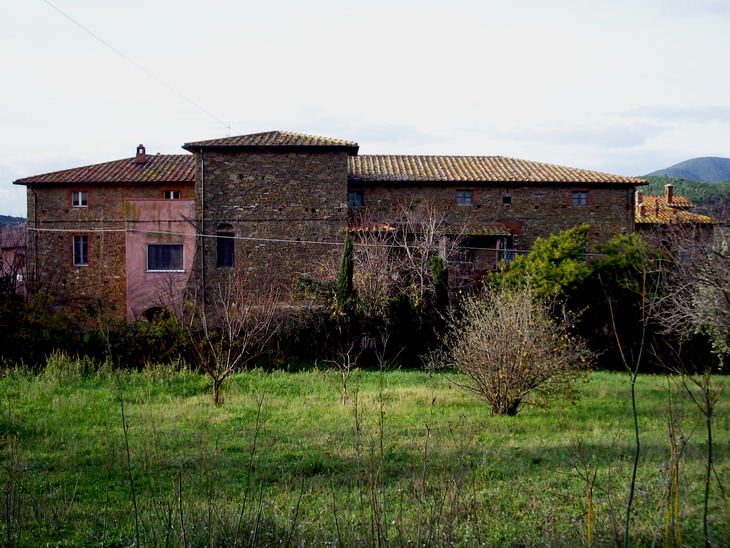
La fattoria di Pian di Rocca

### Architetture religiose
- Cappella di Santa Rita, piccola chiesa situata in posizione defilata rispetto alla vecchia corte, risale probabilmente al periodo settecentesco come cappella gentilizia della storica fattoria, anche se l'attuale aspetto è frutto di alcune ristrutturazioni avvenute negli anni quaranta del XX secolo.[2]
- Romitorio di Santa Petronilla, complesso monastico situato nei boschi delle bandite a nord-ovest di Pian di Rocca, è sorto nel XV secolo nel luogo dove, secondo la tradizione, la santa guarì dalla lebbra bagnandosi presso l'adiacente ruscello. Divenuto meta di pellegrinaggi, fu ampliato nel XVI secolo e continuò ad essere frequentato da viaggiatori e malati in cerca di guarigione fino agli inizi del secolo XVIII. Per cause sconosciute, il monastero fu soppresso nel 1782 e gran parte dei materiali di cui era composto l'edificio furono utilizzati per la ristrutturazione della chiesa della Madonna del Giglio di Castiglione della Pescaia. Se ne conservano oggi alcuni resti delle murature in pietra.[3]

### Architetture civili
- Fattoria di Pian di Rocca, situata al centro del paese, risale alla fine del XVIII secolo e fu ampliato nel corso del secolo successivo. Appartenuto fino alla metà del secolo scorso a nobili famiglie, il complesso rurale fu espropriato nel 1952, attraverso l'applicazione della legge sulla riforma agraria, alla proprietaria dell'epoca, la duchessa Cleofe Conversi Grazioli. La tenuta è composta dalla caratteristica villa padronale con fattorie e corte, nel cui centro è situato un pozzo.

### Siti archeologici
- Necropoli di Val Berretta, area archeologica del IV secolo a.C. che documenta la presenza di insediamenti etruschi sulla costa in prossimità del mar Tirreno.[4]

## Società

### Evoluzione demografica
Quella che segue è l'evoluzione demografica della frazione di Pian di Rocca.
| Anno | Abitanti |
| ---- | -------- |
| 1961 | 182      |
| 1981 | 166      |
| 1991 | 59       |
| 2001 | 68       |
| 2011 | 203      |

## Cultura

### Cucina
Nella frazione si coltiva il carciofo di Pian di Rocca, uno dei prodotti tipici del comune di Castiglione della Pescaia: si distingue per il suo colore verde intenso tendente al violaceo, forma conica e una consistenza tenera. Nella frazione ci sono otto produttori che si occupano della coltivazione e della commercializzazione dei carciofi in tutta la regione.

## Infrastrutture e trasporti
La frazione è posizionata lungo la strada provinciale 158 delle Collacchie, già strada statale 322, che collega le città di Follonica e Grosseto attraversando i centri abitati della costa tirrenica.